# Mosquée Şakirin
La mosquée Şakirin (en turc : Şakirin Camii) est une mosquée sunnite d'Istanbul, en Turquie. Elle se trouve à l'une des entrées du cimetière de Karacaahmet, dans le district d'Üsküdar dans la partie asiatique de la ville. Construite par la Semiha Şakir Foundation en mémoire de İbrahim Şakir and Semiha Şakir, elle est inaugurée en avril 2009 et ouvre le 7 mai suivant. D'après plusieurs sources journalistiques, il s'agirait de la mosquée de Turquie la moins polluante en carbone.

## Historique
Les plans de la mosquée Şakirin sont dessinés par Hüsrev Tayla, connu pour son travail sur la mosquée de Kocatepe et ses travaux de conservation architecturale en général. L'architecte d'intérieur de l'édifice est Zeynep Fadıllıoğlu, la grande-nièce de Semiha Şakir ; d'après certaines sources, elle serait la première femme à concevoir l'intérieur d'une mosquée et à travailler sur les plans d'une mosquée en Turquie,,,.
La construction de la mosquée Şakirin dure quatre ans. 
Hüseyin Kutlu est l'actuel imam de la mosquée.

## Architecture
Le site recouvre 10 000 m2. L'édifice compte deux minarets de 35 m de haut chacun ainsi qu'un dôme en composite aluminium. Les inscriptions calligraphiques de l'intérieur sont réalisées par Semih İrteş. Les grandes fenêtres sur trois des façades de la salle de prière sont conçues par Orhan Koçan et le minbar en acrylique par Tayfun Erdoğmuş. Les motifs décoratifs sont inspirés de l'art seldjoukide. Le lustre possède des ampoules en forme de goutte d'eau fabriquées par Nahide Büyükkaymakçı afin de symboliser « la lumière d'Allah [qui] doit tomber sur les fidèles comme de la pluie ». La mezzanine réservée aux femmes offre une vue sur le lustre.
La fontaine de la cour est conçue par William Pye. La mosquée est édifiée sur un parking souterrain et comprend une pièce d'exposition.

## Galerie d'images

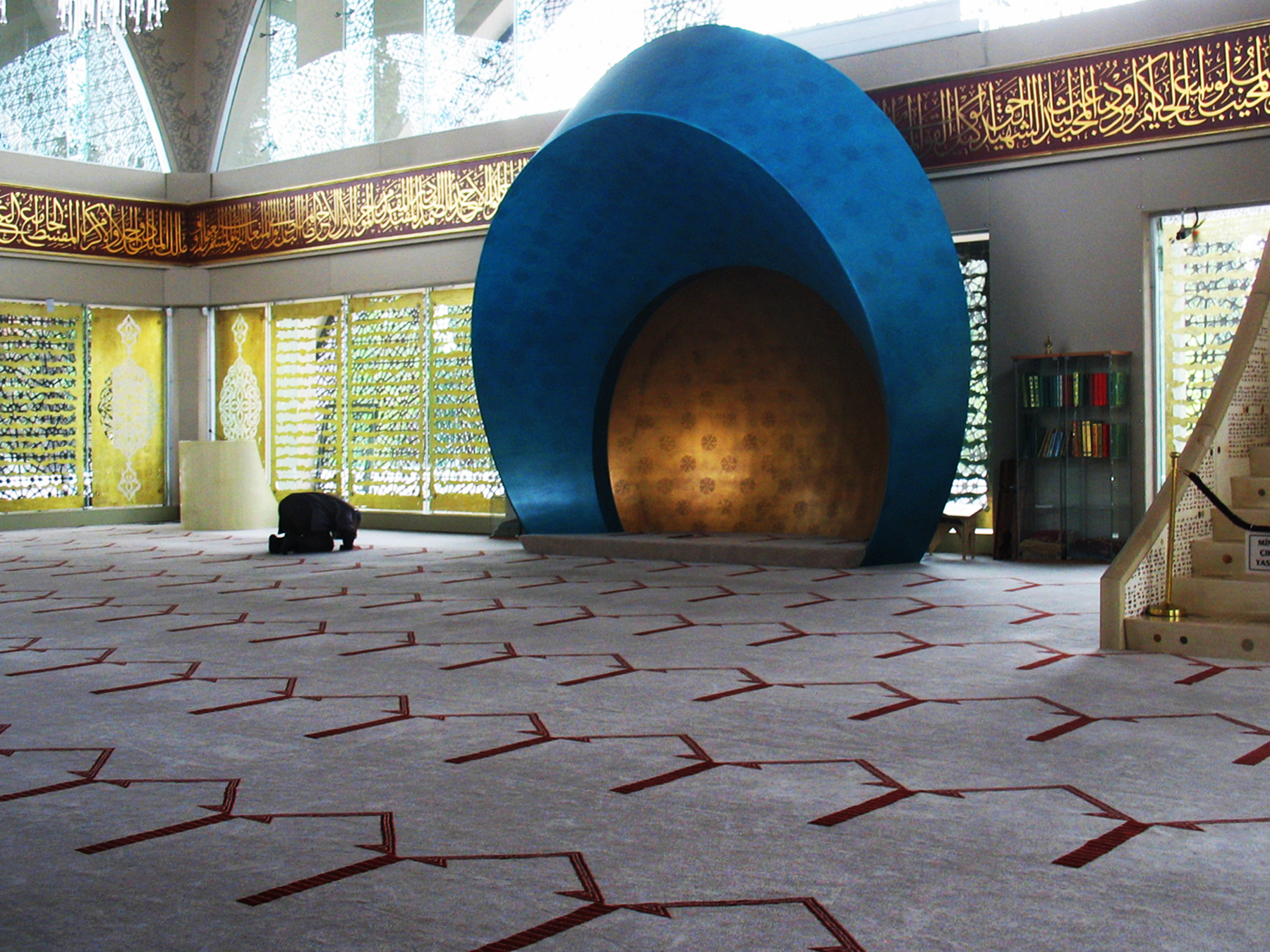
Le mirhab
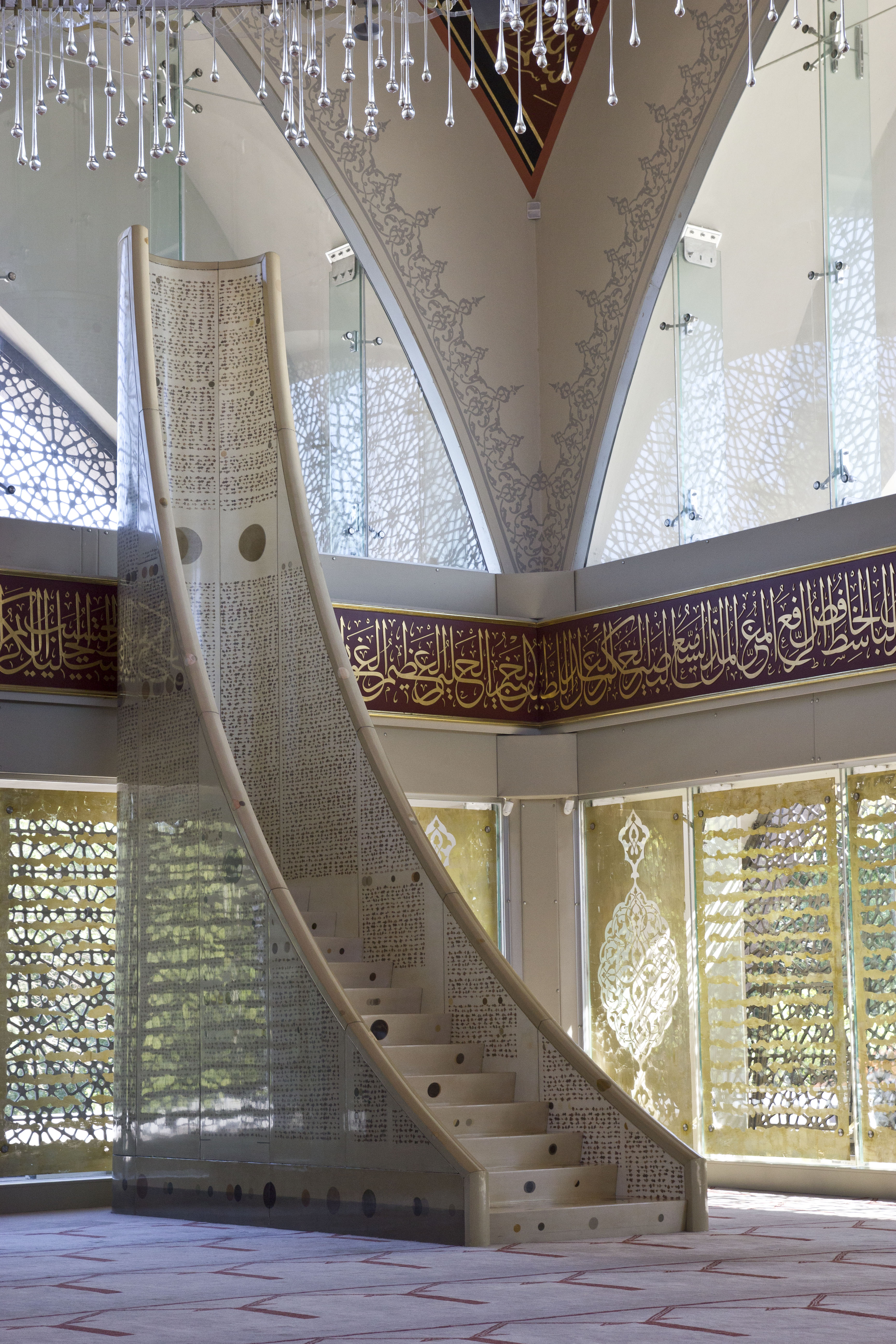
Le minbar
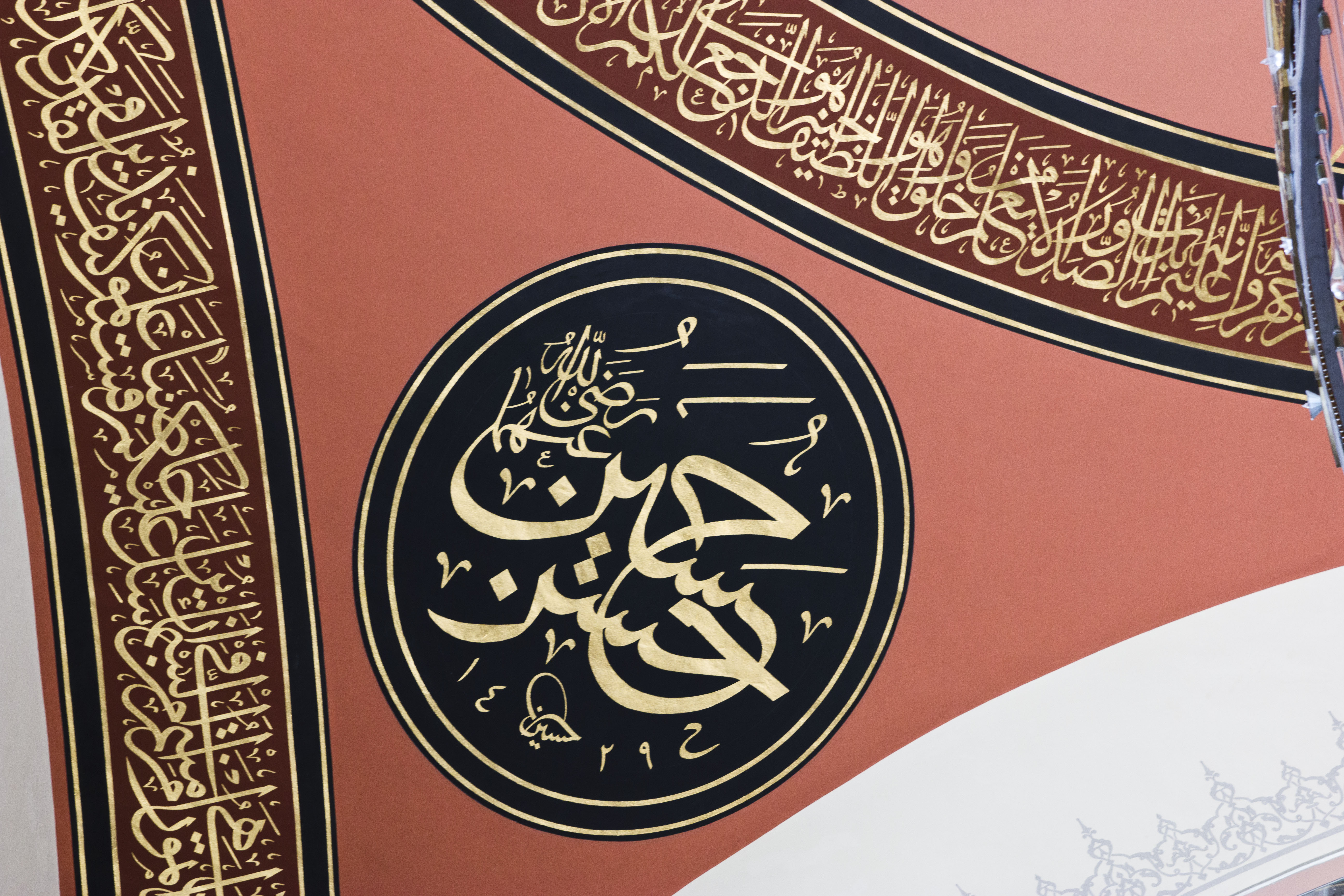
Une inscription calligraphique
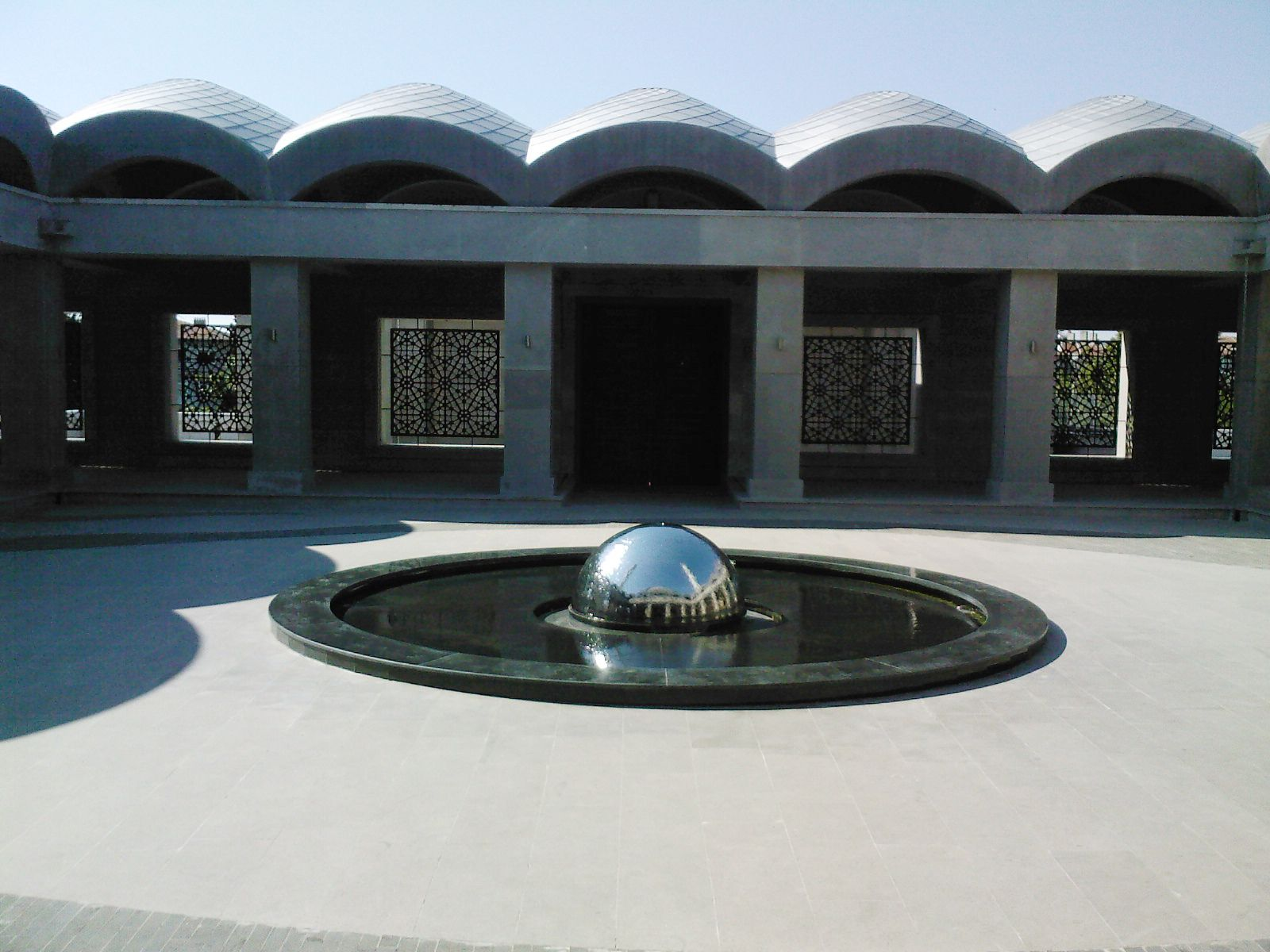
La fontaine dans la cour